# 沿江街道 (齐齐哈尔市)
沿江街道是中国黑龙江省齐齐哈尔市富拉尔基区下辖的一个街道，位于富拉尔基区东南部，拥有人口38873人，其中60%以上为北钢集团和黑化集团的职工和家属。